# Katharina Brudermann
Katharina Brudermann (* 3. Februar 1999) ist eine österreichische Skilangläuferin.

## Werdegang
Brudermann, die für den Kitzbüheler Ski Club startet, nahm von 2014 bis 2019 an U18 und U20-Rennen im Alpencup teil. Zudem kam sie bei den Junioren-Skiweltmeisterschaften 2018 in Goms auf den 68. Platz über 5 km klassisch, auf den 58. Rang im Sprint sowie auf den 56. Platz im Skiathlon und bei den Junioren-Skiweltmeisterschaften 2019 in Lahti jeweils auf den 61. Platz über 5 km Freistil und im Sprint sowie auf den 54. Platz im 15-km-Massenstartrennen. Bei der Winter-Universiade 2019 in Krasnojarsk errang sie den 40. Platz über 5 km klassisch und jeweils den 39. Rang in der Verfolgung und im Sprint. Im Dezember 2019 lief sie in St. Ulrich am Pillersee erstmals im Alpencup, wobei sie den 37. Platz im Sprint errang. In der Saison 2024/25 nahm sie in Lillehammer erstmals am Skilanglauf-Weltcup teil und holte dort mit dem 27. Platz über 10 km Freistil ihre ersten Weltcuppunkte. Bei der Tour de Ski 2024/25 belegte sie den 30. Platz.